# Stemma di Avezzano
Lo stemma della Città di Avezzano è di colore azzurro con al centro la figura di san Bartolomeo che impugna il coltello del martirio con la punta all'insù. La spalla sinistra è coperta dalla pelle del santo pendente fino al fianco sinistro attraversante il drappeggio rosso. Lo scudo sannitico è sovrastato dalla corona di città ed è fregiato da un ramo di alloro e uno di quercia.

## Storia
Il primo stemma di Avezzano risale al 1651. L'effigie riportata è già da allora quella di san Bartolomeo apostolo in maestà, con petto e gambe denudati. Il santo è vestito già da allora di drappo rosso e reca nella mano sinistra il coltello simbolo del suo martirio. Il primo sigillo circolare riporta la scritta "Communitas Avezzani".
Il secondo stemma è datato primo luglio 1676. Il sigillo di forma ellittica, riproduce ancora san Bartolomeo apostolo che tiene uno spadino nella mano destra, mentre con l'altra mano sorregge il suo vello.
Intorno all'ellisse è riportata la scritta "Università d'Avezzano".
Il terzo risale al 1683. Il sigillo è di forma ottagonale. In questo caso il santo è posto su un piedistallo armato di un coltello in banda. La fede evangelica è rappresentata da un libro di colore verde accostato nel braccio e tenuto da mano destra. Il santo qui appare barbuto e dai lunghi capelli da vegliardo. La scritta recita "Universitas Avezzani".
Il quarto sigillo, viene dopo quasi due secoli, è datato 1803. Il santo vestito di rosso, presenta un ronchetto tenuto in alto dalla mano destra e un libro rosso su quella sinistra. Gli elementi iconografici sono propri del Vangelo secondo Matteo.
La scritta riportata sul sigillo è "Civitas Avezzani 1803".
Aboliti da Giuseppe Bonaparte gli stemmi individuali anche Avezzano fece uso di un sigillo uguale a tutti gli altri comuni. Era di forma ellittica e riproduceva l'aquila napoleonica, cornucopie, delfino e la triquetra. Gioacchino Murat li sostituì di lì a poco con l'aquila, cavallo furioso e trinacria (simbolo della Sicilia). Gli elementi erano accompagnati dalla scritta "Avezzano".
Il sesto sigillo è quello sotto i Borbone. Tutti i comuni riprodussero l'araldica borbonica. Avezzano presentava un sigillo con la grande arma e gli emblemi della Borgogna, ovvero gigli d'oro su base azzurra e d'Aragona, di Svevia, di Gerusalemme e dei d'Angiò.
Il settimo stemma è quello sotto i Savoia. Rinnovato dall'Unità d'Italia, ricalcava l'araldica sabauda: stemma di rosso con croce d'oro inserita in uno scudo. Gli elementi esterni erano i tenenti, il cimiero e la corona.
Con l'ottavo stemma Avezzano ripropone san Bartolomeo apostolo che è contornato da preziosi fregi. Lo stemma sormontato da corona principesca presenta la scritta "Universitas Avezzani".
Nel 1899 lo stemma VIII bis presenta un san Bartolomeo capelluto e barbuto, vestito all'antica in campo d'argento con braccia allargate e coltello in banda su mano destra. Il poligrafo Gustavo Strafforello blasonava lo stemma riportando la scritta "Ave Ianum", ovvero il saluto romano "Ave Giano", da cui si supponeva fosse derivato il toponimo Avezzano.
Il nono stemma sotto il fascismo presentava il fascio di verghe e le scure legati insieme da cinghia. Avezzano accostava il suo stemma con la figura di san Bartolomeo in foggia sannita con l'aquila romana a dominare. Successivamente modificati alcuni elementi sanniti lo stemma presentava anche la scritta "Municipio di Avezzano".
Il IX stemma bis, dipinto dall'artista Francesco Bianchi, era uno scudo sannitico contornato da rami di alloro e quercia, sormontato da corona patriziale e diviso verticalmente a metà con la parte sinistra di colore bianco e la parte destra di colore verde. Al suo interno san Bartolomeo aureolato, barbuto e capelluto. La scritta inferiore riportava la dicitura latina "Universitas Avezzani".
Dal 1992, l'allora sindaco di Avezzano, Franco Buttari, affidava al prof. Francesco Belmaggio, storico ed esperto di araldica civica, il compito di seguire l'iter di riconoscimento del titolo di città e dei conseguenti emblemi dello stemma e del gonfalone.
L'attuale stemma, il decimo, è stato concesso con decreto del presidente della Repubblica dell'8 agosto 1994.

## Gonfalone
Il gonfalone cittadino è decorato dalla Medaglia d'argento al merito civile